# Radovan Murin
Radovan Murin (* 3. června 1999 Spišská Nová Ves) je český profesionální fotbalový brankář, který hraje za český klub FK Třinec.

## Klubová kariéra
Murin s fotbalem začal v klubu TJ Sokol Pustkovec, ze kterého přestoupil v roce 2009 do FC Baník Ostrava, ve kterém strávil zbytek mládežnické kariéry. V roce 2019 začal hrát za B tým Ostravy. V roce 2020 si připsal první start v české nejvyšší soutěži, kdy si připsal čisté konto a Ostrava v zápase zvítězila 4:0. Sezónu 2022/23 strávil Murin v klubu MFK Vítkovice. Před sezónou 2023/24 odešel do týmu FC Hlučín, ve kterém se stal brankářskou jedničkou. Před jarní části sezóny 2024/25 přestoupil Murin do týmu FK Třinec.